# سول پرایس
سول پرایس (انگلیسی: Sol Price؛ ۲۳ ژانویهٔ ۱۹۱۶ – ۱۴ دسامبر ۲۰۰۹) وکیل و کارآفرین اهل ایالات متحده آمریکا بود، که در سال ۱۹۹۳ شرکت پرایس‌اسمارت را تأسیس کرد.